# Henri XIII Reuss de Greiz
Pour les articles homonymes, voir Henri XIII.
Titre
Prince Reuss branche aînée
28 juin 1800 – 29 janvier 1817
(16 ans, 7 mois et 1 jour)
Henri XIII (16 février 1747, Greiz – 29 janvier 1817, Greiz) est souverain de la principauté de Reuss branche aînée de 1800 à sa mort.

## Biographie
Henri XIII est le deuxième fils du prince Henri XI et de son épouse Conradine de Reuss-Kostritz. Il succède à son père à sa mort, le 28 juin 1800.
À la suite de l'incendie qui dévaste la ville de Greiz en 1802, il fait reconstruire le palais d'été (de) et s'y installe définitivement en 1807.
Il rejoint la confédération du Rhin le 11 avril 1807, puis entre dans la Confédération germanique dès sa création, le 8 juin 1815.

## Mariage et descendance
Le 9 janvier 1786, Henri XIII se marie à Kirchheimbolanden avec Wilhelmine-Louise de Nassau-Weilbourg (1765-1837), fille du prince Charles-Christian de Nassau-Weilbourg. Ils ont quatre enfants :
- Henri XVIII (31 mars 1787 – 31 mars 1787) ;
- une fille (28 novembre 1788 – 28 novembre 1788) ;
- Henri XIX (1er mars 1790 – 31 octobre 1836) ;
- Henri XX (29 juin 1794 – 8 novembre 1859).